# Staunton (Virginia)
Staunton város az USA Virginia államában. Lakosainak száma 25 750 fő (2020. április 1.).

## Népesség
A település népességének változása:
| Lakosok száma | 23 746 | 24 078 | 23 933 | 24 350 | 24 416 | 25 750 |
|               | 2010   | 2011   | 2012   | 2013   | 2015   | 2020   |